# 깁슨 레스폴 커스텀

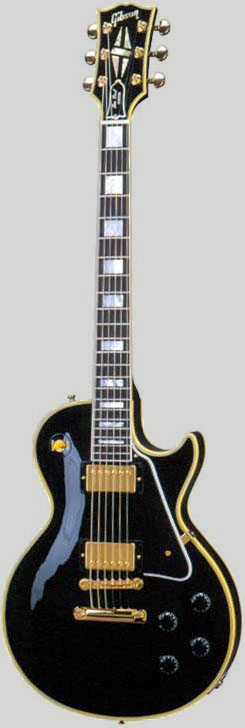
레스폴 57 커스텀

깁슨 레스폴 커스텀(Gibson Les Paul Custom)은 깁슨 레스폴 골드탑 모델의 성공 이후 턱시도양복을 연상시키는 에보니 컬러로 바디를 마감하고 오픈북 헤드디자인을 첨가하여 탄생한 고급형 모델이다. 첫 모델에는 알니코 싱글픽업이 달려있었지만 세스 러버의 PAF픽업 등장 이후에 골드커버로 마무리된 PAF가 장착되 판매된다. 록뮤직의 폭발과 함께 수많은 그룹의 리드, 리듬 기타리스트들에게 애용되었다.
- 레스폴 (솔로)
- 에릭 클랩튼 (크림)
- 폴 카소프 (프리)
- 키스 리처드 (롤링 스톤즈)
- 지미 페이지 (레드 제플린)
- 로버트 프립 (킹 크림슨)
- 피터 프램튼 (솔로)
- 린지 버킹햄 (플리트우트 맥)
- 랜디 로즈 (오지 오스본 그룹)
- 마크 볼란 (티렉스)
- 믹 존스 (섹스 피스톨즈)
- 잭 와일드 (오지 오스본 그룹)
- 노엘 갤러거 (오아시스)